# Национальная медаль США в области искусств

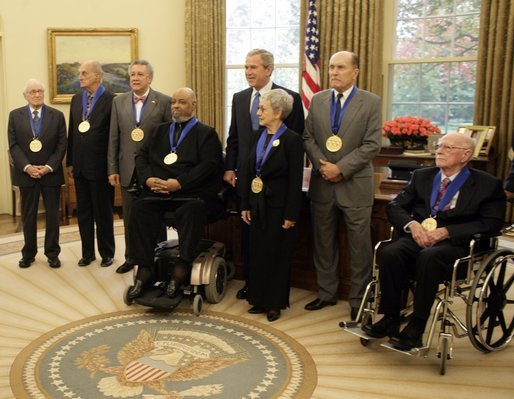
Награждение Национальной медалью искусств 2005 года

Национальная медаль США в области искусств — награда США, вручаемая за выдающиеся заслуги в области искусств. Медаль учреждена Конгрессом в 1984 году. Она вручается артистам, а также лицам и организациям, внёсшим вклад в развитие искусств, от имени народа США. Медаль является высшей американской наградой в области искусств. Награждаемые выбираются Национальным фондом искусств, вручает награду президент США. Внешний вид медали создал скульптор Роберт Грэм.

## Лауреаты
В 1983 году, до официального учреждения медали, президент Рональд Рейган вручил награду по представлению Комитета президента по делам искусств и гуманитарных наук следующим лицам:
- Пинхас Цукерман (скрипач)
- Фредерика фон Штаде (оперная певица)
- Чеслав Милош (поэт)
- Майя Лин (художник)
- Фрэнк Стелла (художник)
- Филип Джонсон (архитектор)
- Луис Вальдес[англ.] (театральный режиссёр)

Также были награждены лица и организации за поддержку искусств:
- Texaco Philanthropic Foundation
- Джеймс Элберт Миченер
- Philip Morris
- The Cleveland Foundation[англ.]
- Элма Льюис[англ.]
- Dayton Hudson Foundation.

Чеслав Милош, Фрэнк Стелла, компании Texaco и Dayton Hudson впоследствии получили официальную медаль.

### 1980-е
1985
Дата церемонии — 23 апреля 1985 года.
- Эллиотт Картер (композитор)
- Ральф Эллисон (писатель)
- Хосе Феррер (актёр)
- Марта Грэм (танцовщица, хореограф)
- Луиза Берлявски-Невельсон (скульптор)
- Джорджия О’Киф (художник)
- Леонтина Прайс (оперная певица)
- Дороти Буффум Чендлер[англ.] (за поддержку искусств)
- Линкольн Кинстейн (за поддержку искусств)
- Пол Меллон[англ.] (за поддержку искусств)
- Элис Талли[англ.] (за поддержку искусств)
- Hallmark Cards[англ.] (за поддержку искусств)

1986
Дата церемонии — 14 июля 1986 года.
- Мариан Андерсон (оперная певица)
- Фрэнк Капра (кинорежиссёр)
- Аарон Копленд (композитор)
- Виллем де Кунинг (художник)
- Агнес де Милль (хореограф)
- Эва Ле Галлиенн (актриса)
- Алан Ломакс (фольклорист)
- Льюис Мамфорд (философ)
- Юдора Уэлти (писатель)
- Доминик де Мениль[англ.] (за поддержку искусств)
- Exxon Corporation (за поддержку искусств)
- Сеймур Хорас Нокс[англ.] (за поддержку искусств)

1987
Дата церемонии — 15-21 июня 1987 года.
- Ромаре Берден[англ.] (художник)
- Элла Фицджеральд (певица)
- Говард Немеров[англ.] (писатель)
- Элвин Николе[англ.] (танцор, хореограф)
- Исаму Ногути (скульптор)
- Уильям Шуман (композитор)
- Роберт Пенн Уоррен (писатель, поэт)
- Дж. У. Фишер (за поддержку искусств)
- Фрэнсис Фишер (за поддержку искусств)
- Арманд Хаммер (за поддержку искусств)
- Сидни Льюис[англ.] (за поддержку искусств)

1988
Дата церемонии — 9 августа 1988 года.
- Сол Беллоу (писатель)
- Хелен Хейс (актриса)
- Гордон Паркс[англ.] (фотограф, кинорежиссёр)
- Бэй Юймин (архитектор)
- Джером Робинс (хореограф)
- Рудольф Сёркин (пианист)
- Вирджил Томсон (композитор)
- Сидни Джозеф Фридберг[англ.] (историк)
- Роджер Лейси Стивенс[англ.] (основатель Национального фонда искусств)
- Брук Астор (за поддержку искусств)
- Френсис Голет (англ. Francis Goelet) (за поддержку музыки)
- Оберт Кларк Таннер[англ.] (за поддержку искусств)

1989
Дата церемонии — 17 ноября 1989 года.
- Леопольд Адлер[англ.][7] (гражданский активист)
- Кэтрин Данэм (танцовщица, хореограф)
- Альфред Эйзенштадт (фотограф)
- Мартин Фридман[англ.] (директор музея)
- Ли Джердин[англ.] (за поддержку искусств)
- Диззи Гиллеспи (джазовый трубач)
- Уокер Хэнкок[англ.] (скульптор)
- Владимир Горовиц (пианист, посмертно)
- Милош Чеслав (писатель)
- Роберт Мазервелл (художник)
- Джон Апдайк (писатель)
- Dayton Hudson (за поддержку искусств)

### 1990-е
1990
Дата церемонии неизвестна.
- Джордж Эбботт (режиссёр)
- Хьюм Кронин (актёр)
- Джессика Тэнди (актриса)
- Мерс Каннингем (хореограф)
- Джаспер Джонс (художник)
- Джейкоб Лоуренс (художник)
- Би Би Кинг (блюзовый музыкант)
- Дэвид Ллойд Кригер[англ.] (за поддержку искусств)
- Харрис[англ.] и Кэрролл Стирлинг Мастерсон (за поддержку искусств)
- Иэн Макхарг[англ.] (архитектор)
- Беверли Силлс (оперная певица)
- BellSouth[англ.] (за поддержку искусств)

1991
Дата церемонии неизвестна.
- Морис Абраванель[англ.] (дирижёр)
- Рой Экафф (кантри-певец)
- Пьетро Беллучи (архитектор)
- Джон Картер Браун[англ.] (директор музея)
- Чарльз Коул[англ.] (актёр)
- Джон Кросби[англ.] (дирижёр)
- Ричард Дибенкорн (художник)
- Филип Хейнс[англ.] (за поддержку искусств)
- Китти Карлайл (актриса)
- Перл Примус[англ.] (хореограф)
- Айзек Стерн (скрипач)
- Texaco Inc. (за поддержку искусств)

1992
Дата церемонии — 22 июля 1992 года.
- Мэрилин Хорн (оперная певица)
- Джеймс Эрл Джонс (актёр)
- Аллан Хаузер[англ.] (скульптор)
- Минни Перл[англ.] (кантри-комик)
- Роберт Саудек[англ.] (основатель Музея вещания)
- Эрл Скраггс (исполнитель на банджо)
- Роберт Шоу[англ.] (дирижёр)
- Билли Тейлор (джазовый пианист)
- Роберт Вентури и Дениз Скотт-Браун(архитекторы)
- Роберт Уайз (кинорежиссёр)
- AT&T Inc. (за поддержку искусств)
- Лила Уоллес[англ.] (за поддержку искусств)

1993
Дата церемонии — 7 октября 1993 года.
- Уолтер[англ.] и Леонора Анненберг[англ.] (за поддержку искусств)
- Кэб Кэллоуэй (джазовый певец)
- Рэй Чарльз (музыкант)
- Бесс Ломак Хоуэс[англ.] (фольклорист)
- Стэнли Кьюниц (поэт)
- Меррилл, Роберт (оперный певец)
- Артур Миллер (писатель)
- Роберт Раушенберг (художник)
- Ллойд Ричардс[англ.] (театральный режиссёр)
- Уильям Стайрон (писатель)
- Пол Тейлор (хореограф)
- Билли Уайлдер (кинорежиссёр)

1994
Дата церемонии — 13 октября 1994 года.
- Гарри Белафонте (певец, актёр)
- Дэйв Брубек (джазовый пианист, композитор)
- Селия Крус (певица)
- Дороти Делэй (преподаватель скрипки)
- Джули Харрис (актриса)
- Эрик Хоукинс[англ.] (хореограф)
- Джин Келли (танцор, певец, актёр)
- Пит Сигер (фолк-певец)
- Кэтрин Файлин Шауз[англ.] (за поддержку искусств)
- Уэйн Тибо (художник)
- Ричард Уилбер (поэт)
- Young Audiences (за поддержку искусств)

1995
Дата церемонии — 5 октября 1995 года.
- Личия Альбанезе (оперная певица)
- Гвендолин Брукс (поэтесса)
- Бернард Джеральд Кантор[англ.] и Айрис Кантор[англ.] (за поддержку искусств)
- Осси Дэвис и Руби Ди (актёры)
- Дэвид Даймонд (композитор)
- Джеймс Инго Фрид[англ.] (архитектор)
- Боб Хоуп (комик)
- Рой Лихтенштейн (художник)
- Артур Митчелл (танцор, хореограф)
- Билл Монро (блюзовый музыкант)
- Urban Gateways (за поддержку искусств)

1996
Дата церемонии — 4 января 1997 года.
- Эдвард Олби (драматург)
- Сара Колдуэлл (дирижёр)
- Гарри Каллахан (фотограф)
- Зельда Фицхандлер[англ.] (театральный режиссёр)
- Лало Герреро[англ.] (гитарист)
- Лайонел Хэмптон (джазовый музыкант)
- Белла Левицки[англ.] (хореограф)
- Вера Лист[англ.] (за поддержку искусств)
- Роберт Редфорд (актёр)
- Морис Сендак (писатель, художник)
- Стивен Сондхайм (композитор)
- Хор мальчиков Гарлема[англ.] (хор)

1997
Дата церемонии — 29 сентября 1997 года.
- Луиза Буржуа (скульптор)
- Бетти Картер (джазовая певица)
- Агнес Гунд[англ.] (за поддержку искусств)
- Дэн Кили[англ.] (архитектор)
- Анджела Лэнсбери (актриса)
- Джеймс Ливайн (дирижёр)
- Тито Пуэнте (музыкант)
- Джейсон Робардс (актёр)
- Эдвард Вильела[англ.] (хореограф)
- Док Уотсон (блюзовый гитарист)
- Колония Макдауэлл[англ.] (поселение художников)

1998
Дата церемонии — 5 ноября 1998 года.
- Жак д'Амбуаз[англ.] (хореограф)
- Фэтс Домино (рок-пианист)
- Эллиот Чарльз Эднопоз[англ.] (фолк-гитарист)
- Фрэнк Гери (архитектор)
- Барбара Хэндмен[англ.] (за поддержку искусств)
- Агнес Мартин (художник)
- Грегори Пек (актёр)
- Роберта Питерс (оперная певица)
- Филип Рот (писатель)
- Sara Lee Corporation[англ.] (за поддержку искусств)
- «Степпенвольф»[англ.] (театр)
- Гвен Вердон (актриса)

1999
Дата церемонии — 29 сентября 1999 года.
- Ирэн Даймонд[англ.] (за поддержку искусств)
- Арета Франклин (певица)
- Майкл Грейвс (архитектор, дизайнер)
- Одетта Холмс (певица)
- Джульярдская школа (школа искусств)
- Норман Лир (телепродюсер)
- Розетта Ленуар[англ.] (актриса)
- Харви Лихтенштейн[англ.] (директор Бруклинской академии музыки)
- Лидия Мендоса[англ.] (певица)
- Джордж Сигал (художник)
- Мария Толчиф (балерина)

### 2000-е
Дата церемонии — 20 декабря 2000 года.
2000
- Майя Энджелоу (поэтесса)
- Эдди Арнольд (кантри-певец)
- Михаил Барышников (танцор)
- Бенни Картер (джазовый музыкант)
- Чак Клоуз (художник)
- Хортон Фут (драматург)
- Льюис Манилоу[англ.] (за поддержку искусств)
- National Public Radio (радиокомпания)
- Клас Олденбург (скульптор)
- Ицхак Перлман (скрипач)
- Харольд Принс (театральный продюсер)
- Барбра Стрейзанд (актриса)

2001
Дата церемонии — 22 апреля 2002 года.
- Фонд Элвина Эйли[англ.] (театр и школа современного танца)
- Рудольфо Анайя (писатель)
- Джонни Кэш (певец)
- Кирк Дуглас (актёр)
- Элен Франкенталер (художник)
- Джудит Джеймисон[англ.] (хореограф)
- Йо-Йо Ма (виолончелист)
- Майк Николс (режиссёр)

2002
Дата церемонии — 6 марта 2003 года.
- Флоренс Нолл (архитектор)
- Триша Браун (хореограф)
- Филиппе де Монтебелло[англ.] (директор Метрополитен-музея)
- Ута Хаген (актриса)
- Лоуренс Халприн (архитектор)
- Эл Гиршфельд (художник)
- Джордж Джонс (кантри-певец)
- Мин Чо Ли[англ.] (театральный художник)
- Смоки Робинсон (музыкант)

2003
Дата церемонии — 12 ноября 2003 года.
- Austin City Limits[англ.] (телепрограмма)
- Беверли Клири (писательница)
- Рейф Эскуит[англ.] (преподаватель)
- Сьюзен Фаррелл (балерина)
- Бадди Гай (блюзовый музыкант)
- Рон Ховард (кинорежиссёр)
- Хор Мормонской Скинии (хор)
- Леонард Слаткин (дирижёр)
- Джордж Стрейт (кантри-певец)
- Томми Тюн[англ.] (хореограф)

2004
Дата церемонии — 17 ноября 2004 года.
- Фонд Эндрю У. Меллона[англ.](за поддержку искусств)
- Рэй Брэдбери (писатель)
- Карлайл Флойд (композитор)
- Фредерик Харт (скульптор)
- Энтони Хект (поэт)
- Джон Рутвен[англ.] (художник)
- Винсент Скалли[англ.] (историк)
- Твайла Тарп (хореограф)

2005
Дата церемонии — 10 ноября 2005 года.
- Луис Окинклос[англ.] (писатель)
- Джеймс Де Прист (дирижёр)
- Панкито Д'Ривера[англ.] (джазовый музыкант)
- Роберт Дюваль (актёр)
- Леонард Гармент[англ.] (за поддержку искусств)
- Олли Джонстон (аниматор)
- Уинтон Марсалис (джазовый музыкант)
- Пенсильванская академия изящных искусств (академия)
- Тина Рамирес[англ.] (хореограф)
- Долли Партон (кантри-певица)

2006
Дата церемонии — 9 ноября 2006 года.
- Уильям Болком (композитор)
- Сид Чарисс (танцовщица)
- Рой Декарава[англ.] (фотограф)
- Вильгельмина Холладей[англ.] (за поддержку искусств)
- Интерлохенский центр искусств[англ.] (детский лагерь искусств)
- Эрих Кунцель[англ.] (дирижёр)
- Джаз-бэнд Презервейшн-холл[англ.] (джаз-бэнд)
- Грегори Рабасса (переводчик)
- Виктор Шрекенгост[англ.], (промышленный дизайнер)
- Ральф Стэнли (блюграсс-музыкант)

2007
Дата церемонии — 15 ноября 2007 года.
- Мортен Лоридсен[англ.] (композитор)
- Наварр Скотт Момадей (писатель)
- Крейг Ноэль[англ.] (директор театра)
- Рой Нойбергер[англ.] (за поддержку искусств)
- Лес Пол (гитарист)
- Генри Зиглер Стейнвей[англ.] (за поддержку искусств)
- Джордж Тукер[англ.] (художник)
- Фестиваль джаза Лайонела Хэмптона[англ.] (фестиваль)
- Эндрю Уайет (художник)

2008
Дата церемонии — 17 ноября 2008 года.
- Стэн Ли (автор комиксов)
- Ричард Шерман (автор песен)
- Роберт Шерман (автор песен)
- Оливия Де Хэвилленд (актриса)
- Хэнк Джонс (джазовый пианист)
- Хесус Моролес[англ.] (скульптор)
- Общество театра Форда (историческое общество)
- Fisk Jubilee Singers (хор)
- Фонд Хосе Лимон (танцевальная труппа)
- Фонд Прессера[англ.] (за поддержку искусств)

2009
Дата церемонии — 25 февраля 2010 года.
- Боб Дилан (певец)
- Клинт Иствуд (актёр)
- Милтон Глейзер (художник)
- Майя Лин (художник)
- Рита Морено (актриса)
- Джесси Норман (оперная певица)
- Джозеф Райли[англ.] (мэр Чарлстона)
- Фрэнк Стелла (художник)
- Майкл Тилсон Томас (дирижёр)
- Джон Уильямс (композитор)
- Оберлинская консерватория[англ.] (консерватория)
- Школа американского балета[англ.] (балетная школа)

### 2010-е
2010
Дата церемонии — 2 марта 2010 года.
- Роберт Брюстайн (театральный продюсер)
- Ван Клиберн (пианист)
- Марк Ди Суверо (скульптор)
- Дональд Холл[англ.] (поэт)
- Фестиваль танца Джейкобс Пиллоу[англ.] (фестиваль)
- Куинси Джонс (композитор)
- Харпер Ли (писательница)
- Сонни Роллинз (джазовый саксофонист)
- Мерил Стрип (актриса)
- Джеймс Тейлор (фолк-музыкант)

2011
Дата церемонии — 13 февраля 2012 года.
- Уилл Барнет (художник)
- Рита Дав (поэт)
- Аль Пачино (актёр)
- Эмили Рау Пулитцер (за поддержку искусств)
- Мартин Перьер[англ.] (скульптор)
- Мел Тиллис (кантри-певец)
- Объединённые организации обслуживания (за поддержку искусств)
- Андре Уоттс (пианист)

2012
Дата церемонии — 10 июля 2013 года.
- Герб Алперт (музыкант)
- Лин Арисон[англ.] (за поддержку искусств)
- Джоан Майерс Браун[англ.] (преподаватель)
- Рене Флеминг (оперная певица)
- Эрнст Гейнст[англ.] (писатель)
- Эльсуорт Келли (художник)
- Тони Кушнер (драматург)
- Джордж Лукас (кинорежиссёр)
- Элейн Мэй (режиссёр, сценарист, исполнитель)
- Лори Олин[англ.] (архитектор)
- Алан Туссен (ритм-н-блюз-музыкант)
- Вашингтонское театральное общество (за поддержку искусств)

2013
Дата церемонии — 28 июля 2014 года.
- Хулия Альварес (новеллист, поэт и эссеист)
- Бруклинская музыкальная академия (музыкальная академия)
- Джоан Харрис (меценат искусств)
- Билли Джонс (танцор и хореограф)
- Джон Кандер (композитор)
- Джеффри Катценберг (продюсер)
- Мэксин Хонг Кингстон[англ.] (писатель)
- Альберт Мэйслес (кинодокументалист)
- Линда Ронштадт (музыкантка)
- «Архитекторы Тодд Уильямс и Билли Цин»[англ.] (архитектурная компания)
- Джеймс Таррелл (художник)

2014
Дата церемонии — 3 сентября 2015 года.
- Джон Бальдессари (художник)
- Пинг Конг[англ.] (хореограф)
- Мириам Колён[англ.] (актриса)
- Благотворительный фонд Дорис Дьюк (поддержка творческого самовыражения по всей стране)
- Салли Филд (актриса)
- Энн Хэмилтон[англ.] (художник)
- Стивен Кинг (писатель)
- Мередит Монк (певица)
- Джордж Ширли[англ.] (певец)
- Университет музыкальной культуры[англ.]
- Тобиас Вульфф (писатель)

2015
Дата церемонии — 22 сентября 2016 года.
- Мел Брукс (режиссёр)
- Сандра Сиснерос[англ.] (писательница)
- Театральный центр Юджина О'Нила[англ.]
- Морган Фримен (актёр)
- Филип Гласс (композитор)
- Берри Горди (музыкальный продюсер)
- Сантьяго Хименес[англ.] (музыкант)
- Мозес Кауфман[англ.] (драматург)
- Ральф Лемон[англ.] (хореограф)
- Одра Мак-Дональд (актриса)
- Льюис Вальдес[англ.] (драматург)
- Джек Виттен (художник)

2019
Дата церемонии — 17 ноября 2019 года
- Элисон Краусс (певец)
- Шэрон Рокфеллер[англ.] (сторонник искусства)
- The Musicians of the United States Military (военные музыканты)
- Джон Войт (актёр)

### 2020-е
2020
Дата церемонии — 15 января 2021 года
- Тоби Кит (музыкант)
- Рики Скэггс (музыкант)
- Мэри Коста (певица)
- Ник Ут (фотожурналист)
- Расти Повелл[англ.] (директор Национальной галереи искусства).

2021
Дата церемонии — 21 марта 2023 года
- Брюс Спрингстин (музыкант)
- Глэдис Найт (певица)
- Минди Калинг (актриса)
- Джулия Луи-Дрейфус (актриса)
- Хосе Фелисиано (певец)
- Вера Вонг (модельер)
- Джоан Сигекава[англ.] (кинорежиссёр)
- Джуди Бака[англ.] (художник)
- Фред Эйчанер[англ.] (бизнесмен и филантроп)
- Антонио Марторелл[англ.] (живописец)
- The Billie Holiday Theatre (театр)
- The International Association of Blacks in Dance (сохранение и пропаганда танца людей африканского происхождения)

2022
Дата церемонии — 21 октября 2024 года
- Рут Асава (скульптор)
- Рэнди Батиста (фотограф)
- Клайд Бутчер (фотограф)
- Зал славы и музей кантри (музей)
- Мисси Эллиотт (певица)
- Флако Хименес?! (певец)
- Ева Лонгория (актриса)
- Идина Мензел (актриса, певица)
- Хёрб Ота[англ.] (музыкант)
- Брюс Саган (покровитель искусств)
- Керри Мэй Уимс (художник)

2023
Дата церемонии — 21 октября 2024 года
- Марк Брэдфорд[англ.] (художник)
- Кен Бёрнс (кинорежиссер)
- Брюс Коэн (кинопродюсер)
- Алекс Кац (художник)
- Джо Карол Лаудер (покровитель искусств)
- Спайк Ли (кинорежиссер)
- Куин Латифа (певица, актриса)
- Селена Кинтанилья (певица)
- Стивен Спилберг (кинорежиссер)

## Отказы
В 1989 году Леонард Бернстайн, первоначально дав своё согласие, отказался от награды. В качестве причины был назван отзыв гранта, предназначенного для проведения выставки, посвящённой борьбе со СПИДом.
В 1997 году поэтесса Адриенна Рич отказалась от награды в знак протеста против «противоречия искусству циничной политики администрации Клинтона».